# Mac Adams
Mac Adams, né le 15 avril 1943 à Brynmawr (Pays de Galles), est un artiste britannique, vivant aux États-Unis d'Amérique, s'illustrant dans les domaines de la photographie et de la sculpture.
Il enseigne la photographie, la sculpture et les Computer Graphics dans le département des arts visuels du collège d'Old Westbury, dépendant de l'université d'État de New York.

## Récompenses
Il a été récompensé par divers prix pour son travail comme photographe et sculpteur, principalement aux États-Unis, mais aussi à Berlin (Allemagne) et a participé à de nombreuses expositions individuelles ou collectives.

## Œuvres
Diverses collections publiques, à travers le monde, conservent ou ont exposé plusieurs de ses œuvres (photographies ou sculptures). On peut citer Meditation, sculpture commandée par le Centre européen d'actions artistiques contemporaines (CEAAC) pour la ville de Strasbourg, installée en 1996 dans les jardins de l'université Louis-Pasteur.

### LeNew York Korean War Memorial
Comme sculpteur, Mac Adams a notamment édifié, en 1991, le New York Korean War Memorial dans le parc de la Batterie du soldat universel (État de New York). 
C'est aux États-Unis, un condensé commémoratif des conflits allant de la Première Guerre mondiale à la guerre de Corée en 1954.
Cette structure de granit noir de près de 7 m (vingt pieds) de haut représente un soldat en acier inoxydable. Vingt-deux drapeaux en mosaïques à la base représentent les pays impliqués dans ces conflits.
Cette forme est placée sur une place de granit grise de 13 m (quarante pieds) de diamètre. Elle est également divisée en vingt-deux segments égaux -un pour chaque pays- avec en inscription, le nombre de morts, de disparus et de blessés. Le soldat est encadré par la statue de la Liberté à l'ouest et par le mur environnant Bâtiments Street à l'est. 
Chaque 26 juillet à 10 heures du matin, la lumière du soleil passe par le soldat et tombe sur le segment appelé « Grèce » et ayant la forme d'une petite flamme, commémorant ainsi symboliquement la signature de l'Armistice en 1954.